# Gubernatorzy Missouri
| Imię i nazwisko (partia)       | Lata urzędowania | Hrabstwo    | Data urodzenia | Data śmierci |
| ------------------------------ | ---------------- | ----------- | -------------- | ------------ |
| Alexander McNair (D)           | 1820–1824        | St. Louis   | 5.05.1775      | 18.03.1826   |
| Frederick Bates (D)            | 1824–1825        | St. Louis   | 23.06.1777     | 4.08.1825    |
| Abraham J. Williams (D)        | 1825             | Boone       | 26.02.1781     | 30.12.1839   |
| John Miller (D)                | 1825–1832        | Howard      | 25.11.1781     | 18.03.1846   |
| Daniel Dunklin (D)             | 1832–1836        | Washington  | 14.01.1790     | 25.08.1844   |
| Lilburn W. Boggs (D)           | 1836–1840        | Jackson     | 14.12.1792     | 14.03.1860   |
| Thomas Reynolds (D)            | 1840–1844        | Howard      | 12.03.1796     | 9.02.1844    |
| Meredith Miles Marmaduke (D)   | 1844             | Saline      | 25.08.1791     | 26.03.1864   |
| John Cummins Edwards (D)       | 1844–1848        | Cole        | 24.06.1806     | 17.09.1888   |
| Austin Augustus King (D)       | 1848–1853        | Ray         | 21.09.1802     | 22.04.1870   |
| Sterling Price (D)             | 1853–1857        | Chariton    | 20.09.1809     | 29.09.1867   |
| Trusten Polk (D)               | 1857             | St. Louis   | 29.05.1811     | 16.04.1876   |
| Hancock Lee Jackson (D)        | 1857             | Randolph    | 12.05.1796     | 19.03.1876   |
| Robert Marcellus Stewart (D)   | 1857–1861        | Buchanan    | 12.03.1815     | 21.09.1871   |
| Claiborne Fox Jackson (D)      | 1861             | Saline      | 4.04.1806      | 6.12.1862    |
| Hamilton Rowan Gamble (U)      | 1861–1864        | St. Louis   | 29.11.1798     | 31.01.1864   |
| Willard Preble Hall (U)        | 1864–1865        | Buchanan    | 9.05.1820      | 3.11.1882    |
| Thomas Clement Fletcher (R)    | 1865–1869        | St. Louis   | 22.01.1827     | 25.03.1899   |
| Joseph Washington McClurg (R)  | 1869–1871        | Camden      | 22.02.1818     | 2.12.1900    |
| Benjamin Gratz Brown (Liberal) | 1871–1873        | St. Louis   | 28.05.1826     | 13.12.1885   |
| Silas Woodson (D)              | 1873–1875        | Buchanan    | 18.05.1819     | 9.10.1896    |
| Charles Henry Hardin (D)       | 1875–1877        | Audrain     | 15.07.1820     | 29.07.1892   |
| John Smith Phelps (D)          | 1877–1881        | Greene      | 14.12.1814     | 20.11.1886   |
| Thomas Theodore Crittenden (D) | 1881–1885        | Johnson     | 1.01.1832      | 29.05.1909   |
| John Sappington Marmaduke (D)  | 1885–1887        | St. Louis   | 14.03.1833     | 28.12.1887   |
| Albert Pickett Morehouse (D)   | 1887–1889        | Nodaway     | 11.07.1835     | 23.09.1891   |
| David Rowland Francis (D)      | 1889–1893        | St. Louis   | 1.10.1850      | 15.01.1927   |
| William Joel Stone (D)         | 1893–1897        | Vernon      | 7.05.1848      | 14.04.1918   |
| Lon Vest Stephens (D)          | 1897–1901        | Cooper      | 1.12.1858      | 10.01.1923   |
| Alexander Monroe Dockery (D)   | 1901–1905        | Daviess     | 11.02.1845     | 26.12.1926   |
| Joseph Wingate Folk (D)        | 1905–1909        | St. Louis   | 28.10.1869     | 28.05.1923   |
| Herbert Spencer Hadley (R)     | 1909–1913        | Jackson     | 20.02.1872     | 1.12.1927    |
| Elliott Woolfolk Major (D)     | 1913–1917        | Pike        | 20.10.1864     | 9.07.1949    |
| Frederick Dozier Gardner (D)   | 1917–1921        | St. Louis   | 6.11.1869      | 18.12.1933   |
| Arthur Mastick Hyde (R)        | 1921–1925        | Grundy      | 12.07.1877     | 17.10.1947   |
| Sam Aaron Baker (R)            | 1925–1929        | Cole        | 7.11.1874      | 16.09.1933   |
| Henry Stewart Caulfield (R)    | 1929–1933        | St. Louis   | 9.12.1873      | 11.05.1966   |
| Guy Brasfield Park (D)         | 1933–1937        | Platte      | 10.06.1872     | 1.10.1946    |
| Lloyd Crow Stark (D)           | 1937–1941        | Pike        | 23.11.1886     | 17.09.1972   |
| Forrest C. Donnell (R)         | 1941–1945        | St. Louis   | 20.08.1884     | 3.03.1980    |
| Phil M. Donnelly (D)           | 1945–1949        | Laclede     | 6.03.1891      | 12.09.1961   |
| Forrest Smith (D)              | 1949–1953        | Ray         | 14.02.1886     | 8.03.1962    |
| Phil M. Donnelly (D)           | 1953–1957        | Laclede     | 6.03.1891      | 12.09.1961   |
| James T. Blair Jr. (D)         | 1957–1961        | Cole        | 15.03.1902     | 12.07.1962   |
| John M. Dalton (D)             | 1961–1965        | Dunklin     | 9.11.1900      | 7.07.1972    |
| Warren E. Hearnes (D)          | 1965–1973        | Mississippi | 24.07.1923     | 16.08.2009   |
| Christopher S. Bond (R)        | 1973–1977        | Audrain     | 29.03.1936     | 13.05.2025   |
| Joseph P. Teasdale (D)         | 1977–1981        | Jackson     | 6.03.1939      | 8.05.2014    |
| Christopher S. Bond (R)        | 1981–1985        | Audrain     | 29.03.1936     | 13.05.2025   |
| John Ashcroft (R)              | 1985–1993        | Greene      | 9.05.1942      |              |
| Mel Carnahan (D)               | 1993–2000        | Phelps      | 11.02.1934     | 16.10.2000   |
| Roger Wilson (D)               | 2000–2001        | Boone       | 10.10.1948     |              |
| Bob Holden (D)                 | 2001–2005        | Shannon     | 24.08.1949     |              |
| Matt Blunt (R)                 | 2005–2009        | Greene      | 20.11.1970     |              |
| Jay Nixon (D)                  | 2009–2017        | Jefferson   | 13.02.1956     |              |
| Eric Greitens (R)              | 2017–2018        | St. Louis   | 10.04.1974     |              |
| Mike Parson (R)                | 2018–2025        | Wheatland   | 17.09.1955     |              |
| Mike Kehoe (R)                 | 2025–            | St. Louis   | 17.01.1962     |              |

## Źródła
- Historical Listing of Governors. Missouri Secretary of State. [dostęp 2025-05-13]. (ang.).